# たいようのいえ
『たいようのいえ』は、タアモによる日本の漫画作品。『デザート』（講談社）にて2010年6月号から2015年3月号まで連載された。後に、2015年4月号と5月号に「番外編」が掲載された。単行本は全13巻。なお、作者にとってはこの作品が初のオリジナル長期連載となる。2014年、第38回講談社漫画賞少女部門受賞。単行本は、2025年4月時点で累計200万部を突破している。
2013年8月5日より『デザート』で連載されている5作品のスイーツが、池袋WhiteRoseにてコラボレーションスイーツとして販売され、本作のスイーツも登場した。

## 制作背景
作者は「『デザート』で描く際に恋愛以外のテーマを描きたい、もっと広い年齢層に読んでもらえる話を描きたい」と考えていたため、それまでの作品とは異なる路線の作品になった。疑似家族をテーマに描こうと考えた理由について、「家族」や「つながり」が好きだからだと答えている。

## 評価
ろびこは本作で一番好きなのはラジカルさんだと言い、「少しだけ変なかわいい女の人という感じだったが、真魚から知らなかった事実を打ち明けられたときに一瞬見せた厳しい顔、表情に心惹かれた」という。「ラジカルさんのような普通の女の子でも時にはこんな表情をするという風に描かれているのがタアモの漫画」だと語っている。

## あらすじ
幼い頃、両親が離婚し父親についていった真魚。時は過ぎ高校生になり、父親が再婚して義母と義理の妹ができるが関係はうまくいかず、真魚は自分の家に居場所をなくしてしまう。そんな真魚を温かく受け入れてくれる家は、両親を亡くし、今はその家で一人暮らしをしている幼馴染みの基の家しかなかった。真魚は基と一緒に暮らすこととなった。

## 登場人物
※担当声優はドラマCD版のもの。
本宮 真魚（もとみや まお）
声 - 悠木碧
高校2年生。両親が離婚し父親についていくものの、義母や義妹とはうまくいかず家に自分の居場所がなくなり、幼馴染みの基の家に転がり込むこととなる。
「空海（くうかい）」というハンドルネームで『たいようのいえ』という自伝を交えた携帯小説をネットにアップしている。料理や掃除など家事全般が下手。甘いものが苦手。時折、「真魚（まぎょ）」と呼ばれることがあり、その度に「真魚（まお）」だと訂正する。荒っぽい言葉遣いが直らず、基によく注意される。基のことが好きであり、お母さんのようだとも思っている。真魚の名前の由来は空海の幼名から。
中村 基（なかむら ひろ）
声 - 中村悠一
24歳。新人プログラマー。真魚が書いている携帯小説『たいようのいえ』の読者であるが、作者は同僚の杉本だと思っているほか、ハンドルネームの読み方を「そらみ」と勘違いしている。両親は他界しており、家をなくしたくないという思いから両親が生前に買った家で一人暮らししているが、家に居場所がなくなった真魚が同居人として一緒に暮らすことになる。両親の他界の際にバラバラになった弟妹たちと、また一緒に暮らしたいと思っている。緑ガメの若葉と柴犬のコロッケを飼っている。
中村 大樹（なかむら だいき）
声 - 細谷佳正、子供時代 - 田村睦心
基の弟。高校2年生。基と真魚の同居に最初は反対だったが、2人の様子を見ているうちに納得する。真魚とは意外に趣味が合い、偶然にも同じバイトを始めることとなる。その後基の家に戻り、真魚と同じ高校に編入する。真魚、織田と同じクラス。真魚のことが好き。頭がいい。
杉本 愛（すぎもと あい）
声 - 伊藤かな恵
基の会社の同僚。基より年上。基のことが好き。真魚が書く小説のファンで「ラジカル」という名で真魚とメールのやり取りをしていた。後に、実際に会ったり家に行ったりと交友するようになる。「ラジカル」の名前の由来は好きな人である基の名前から。二次創作で小説を書いている。伊達政宗と片倉小十郎が好きで、伊達政宗を「まーくん」と呼んでいる。「まーくん」の誕生日には、新暦・旧暦共にお誕生日会を開くほど。
近藤 類（こんどう るい）
杉本愛のネット友達。愛のことが好き。モデル。ネット上では「るいるい」という名前で、愛には女性だと勘違いされていた。伊達政宗が好きで、「まーくん」と呼んでいる。BLが好きだが、周りに理解されず苦しんでいた。

藤田（ふじた）
声 - 赤羽根健治
基の会社の同僚。基と同い年。「メガネ」と呼ばれている。
ちーちゃん
声 - 日笠陽子
真魚の友達。本名は「千尋（ちひろ）」。苗字は不明。織田のことが好きらしい。
織田（おだ）
声 - 吉野裕行
真魚の同級生。真魚から家族（基）についてよく相談を受けている。真魚のことが好きで告白するものの、振られる。7人兄弟で、男は織田のみ。
中村 陽菜（なかむら ひな）
声 - 齋藤彩夏
基の妹。中学3年生。中村家に真魚を最初に連れてきた。両親が他界してから仙台の親戚の家に住んでいる。
松本 蒼（まつもと あおい）
大樹と真魚のバイト先の先輩。

## 他作品とのコラボ
単行本が発売された際にはろびこの『となりの怪物くん』と数回コラボが企画された。本作の第2巻と『となりの怪物くん』の第6巻、本作の第3巻と『となりの怪物くん』の第7巻、本作の第4巻と『となりの怪物くん』の第8巻発売時の計3回。
『デザート』2011年7月号の表紙では、『となりの怪物くん』とのコラボイラストが掲載された。
『デザート』2015年7月号では金田一蓮十郎の『ライアー×ライアー』とのコラボ漫画が掲載された。

## 書誌情報
- タアモ 『たいようのいえ』 講談社〈KC デザート〉、全13巻
  1. 2010年9月13日発売[15]、ISBN 978-4-06-365622-0
  2. 2010年12月13日発売[10][16]、ISBN 978-4-06-365633-6
  3. 2011年5月13日発売[11][17]、ISBN 978-4-06-365651-0
  4. 2011年10月13日発売[18][19]、ISBN 978-4-06-365669-5
  5. 2012年2月13日発売[20]、ISBN 978-4-06-365681-7
    - 単行本5巻 ドラマCD付き 特装版 2012年2月11日発売[9]、ISBN 978-4-06-358384-7

  6. 2012年6月13日発売[21]、ISBN 978-4-06-365694-7
    - 単行本6巻 ドラマCD付き 特装版 2012年6月13日発売、ISBN 978-4-06-358395-3

  7. 2012年11月13日発売[22][23]、ISBN 978-4-06-365712-8
  8. 2013年4月12日発売[24]、ISBN 978-4-06-365729-6
  9. 2013年9月13日発売[25][26]、ISBN 978-4-06-365745-6
    - 単行本9巻 漫画小冊子付き 特装版 2013年9月13日発売[27]、ISBN 978-4-06-362261-4

  10. 2014年2月13日発売[28]、ISBN 978-4-06-365763-0
  11. 2014年7月11日発売[29]、ISBN 978-4-06-365776-0
  12. 2014年12月12日発売[30]、ISBN 978-4-06-365795-1
  13. 2015年6月24日発売[31]、ISBN 978-4-06-365823-1